# La Joya, Villa Guerrero
La Joya är en ort i Mexiko.   Den ligger i kommunen Villa Guerrero och delstaten Mexiko, i den sydöstra delen av landet, 70 km sydväst om huvudstaden Mexico City. La Joya ligger 2 244 meter över havet och antalet invånare är 1 396.
Terrängen runt La Joya är huvudsakligen kuperad, men åt nordväst är den bergig. Runt La Joya är det ganska tätbefolkat, med 207 invånare per kvadratkilometer. Närmaste större samhälle är Villa Guerrero, 1,7 km sydost om La Joya. Omgivningarna runt La Joya är en mosaik av jordbruksmark och naturlig växtlighet.